# Radolfzell
Radolfzell am Bodensee este un oraș din districtul Konstanz din landul Baden-Württemberg, Germania situat pe Lacul Konstanz, la 47°44′N 8°58′E / 47.733°N 8.967°E

## Orașe înfrățite
- Istres, Franța din  1974
- Amriswil, Elveția din  1999